# Patara-strand

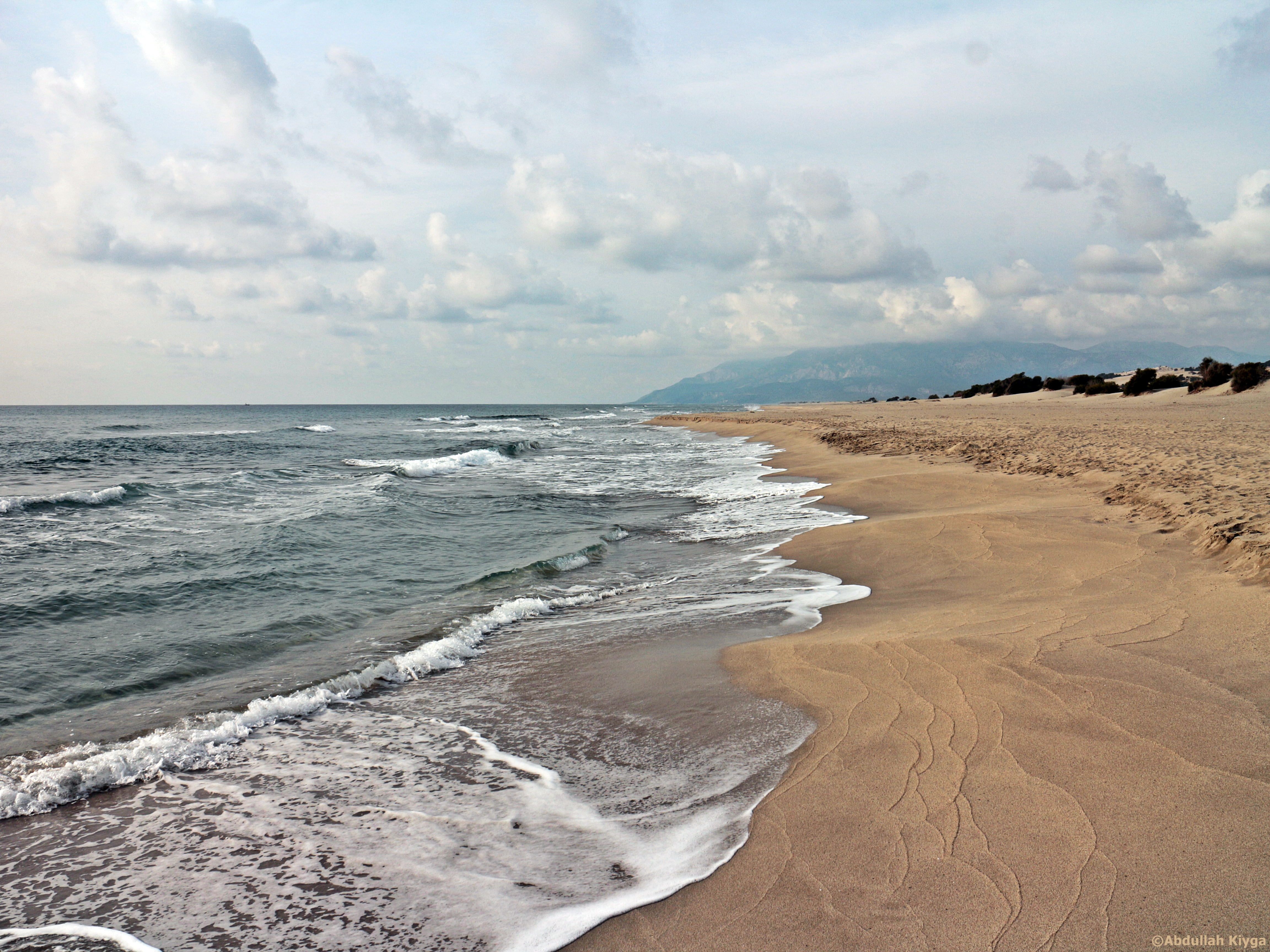
Patara-strand

Het Patara-strand is een zandstrand in Turkije, gelegen aan de Middellandse Zee nabij Kalkan, ten westen van Kaş in de provincie Antalya. Het is een witte zandstrook van tot 500 meter breed en met een lengte van twaalf kilometer is het het langste strand van het land. Het is halverwege doorsneden door de uitmonding van de Xanthosrivier en aan de oostelijke kant is het begrensd door de ruïnes van Patara waarvan de vuurtoren vanaf het strand en zee te zien is. Over de hele lengte van het strand loopt een brede duinstrook. Het in de loop van de eeuwen natuurlijk gevormde strand staat bekend als een van de nestplaatsen van de onechte karetschildpad.
Het Patara-strand is in 2005 bestempeld as een van 's werelds topstranden door Times Online Best. Het staat bekend als het breedste strand van het noordelijke Middellandse Zeegebied. The Guardian rekent het tot de schoonste stranden in Europa.